# 北沢郁子
北沢 郁子（きたざわ いくこ、1923年8月22日 - 2018年9月8日）は、歌人。
長野県松本市出身。松本高等女学校（現・長野県松本蟻ヶ崎高等学校）卒。1948年、歌誌『古今』に参加、福田栄一に師事する。「女人短歌会」に参加し、大西民子と交友を結ぶ。
1960年、森村浅香らと同人誌『藍』を創刊、発行人となる。1984年、歌集『塵沙』で第9回現代短歌女流賞受賞。2014年、歌集『道』で第48回迢空賞候補。その他「その人を知らず」「月輪」「想ひの月」などの歌集がある。

## 著書
- 『歌集　その人を知らず』古今社 古今叢書　1956
- 『歌集　感傷旅行』四季書房 1959
- 『微笑 北沢郁子歌集』五月書房 1962
- 『桃李 歌集』新星書房 1973
- 『春のかぎり 歌集』新星書房 1976
- 『歌集　一管の風』不識書院、1980
- 『歌集　塵沙』不識書院、1984
- 『菜の花抄 北沢郁子歌集』短歌新聞社 現代短歌全集　1988
- 『歌集　柔繭』砂子屋書房、1993
- 『夢違　北沢郁子歌集』藍叢書　砂子屋書房、1995
- 『回想の大西民子』砂子屋書房 1997
- 『歌集　菊雛』短歌研究社、1999
- 『北沢郁子歌集』砂子屋書房 現代短歌文庫 2001
- 『歌集　夜半の芍薬』不識書院、2001
- 『歌集　マティスの窓辺』不識書院、 2003
- 『想ひの月　歌集』不識書院 2005年
- 『歌集　神の木陰』角川書店、2007
- 『歌集　冬のなでしこ』不識書院 藍叢書 2011
- 『道　歌集』不識書院 藍叢書 2013

## 参考
- 『現代日本人名録2002』日外アソシエーツ